# Latvijski strelci
Latvjski strelci (latvijsko Latviešu strēlnieki, rusko Латышские стрелки, latinizirano: Latyshskie strelki) so bili ustanovljeni kot vojaška formacija Imperialne ruske armade leta 1915 v Latviji, namenjena obrambi baltskih ozemelj pred Nemškim cesarstvom med Prvo svetovno vojno. Prvi bataljoni so bili sestavljeni iz prostovoljcev, od leta 1916 pa iz latvijskih nabornikov. Na višku moči je enoto sestavljalo okoli 40.000 pripadnikov, predstavljali pa so elitno enoto Imperialne armade in kasneje boljševiške armade.

## Prva svetovna vojna
Med letoma 1915 in 1917 so bili Latvijski strelci razporejeni vzdolž reke Daugava, kjer so se spopadali z nemško armado. Leta 1916 so z mobilizacijo enoto povečevali. Iz bataljonov so nastali polki, hkrati pa so se ustanavljale tudi nove enote Latvijskih strelcev. Na vrhuncu moči je Latvijske strelce sestavljalo osem bojnih in en rezervni polk.  
Decembra 1916 in januarja 1917 so enote doživele velike izgube v enomesečnih bitkah, ki so kasneje dobile naziv Božične bitke. Spopadi so se začeli z nenadnim napadom na nemške položaje, ki so jih enote izvedle med božičnim časom. Kljub velikim izgubam so Latvijski strelci uspeli prebiti nemško fronto, vendar pa temu uspehu ni sledil dodaten pritisk na nemško črto. V napadih je ruska armada izgubila več kot 26.000 vojakov, kljub delnemu uspehu pa ni uspela izkoristiti taktične prednosti. Med temi žrtvami je bilo okoli 9000 pripadnikov Latvijkih strelcev, kar je predstavljalo tretjino takratne razpoložljive sile. Med pripadniki strelcev se je po napadu razširilo nezadovoljstvo nad ruskimi generali in ruskim Carjem. To nezadovoljstvo je vplivalo na to, da se je med pripadniki večala podpora Boljševikom, ki so zagovarjali izstop iz vojne. Padli pripadniki Latvijskih strelcev so bili pokopani na pokopališču v Rigi, zgrajenem prav zanje.
struktura Združene divizije Latvijskih strelcev, ustanovljene leta 1917:
| 1. brigada Latvijskih strelcev - 1. polk Latvijskih strelcev Daugavgrīva - 2. polk Latvijskih strelcev Riga - 3. polk Latvijskih strelcev Kurzeme - 4. polk Latvijskih strelcev Vidzeme | 2. brigada Latvijskih strelcev - 5. polk Latvijskih strelcev Zemgale - 6. polk Latvijskih strelcev Tukums - 7. polk Latvijskih strelcev Bauska - 8. polk Latvijskih strelcev Valmiera |